# Average White Band
The Average White Band (ou AWB) é uma banda escocesa de funk e R&B que emplacou diversos sucessos disco entre 1974 e 1980.

## Discografia
- Show Your Hand (1973)
- AWB (1974)
- Cut The Cake (1975)
- Soul Searching (1976)
- Person To Person (live) (1976)
- Benny & Us (1977)
- Warmer Communications (1978)
- Feel No Fret (1979)
- Shine (1980)
- Volume VIII (1980)
- Cupid's In Fashion (1982)
- Sleepless Nights (1985)
- Aftershock (1989)
- Soul Tattoo (1997)
- Face To Face (live) (1999)
- Tonight (DVD) (2002)
- Living In Colour (2003)
- Greatest and Latest (2005)
- Soul & the City, Recorded Live at B.B. King's (2006)